# Naturschutzgebiet Derkerstein / Itzelstein

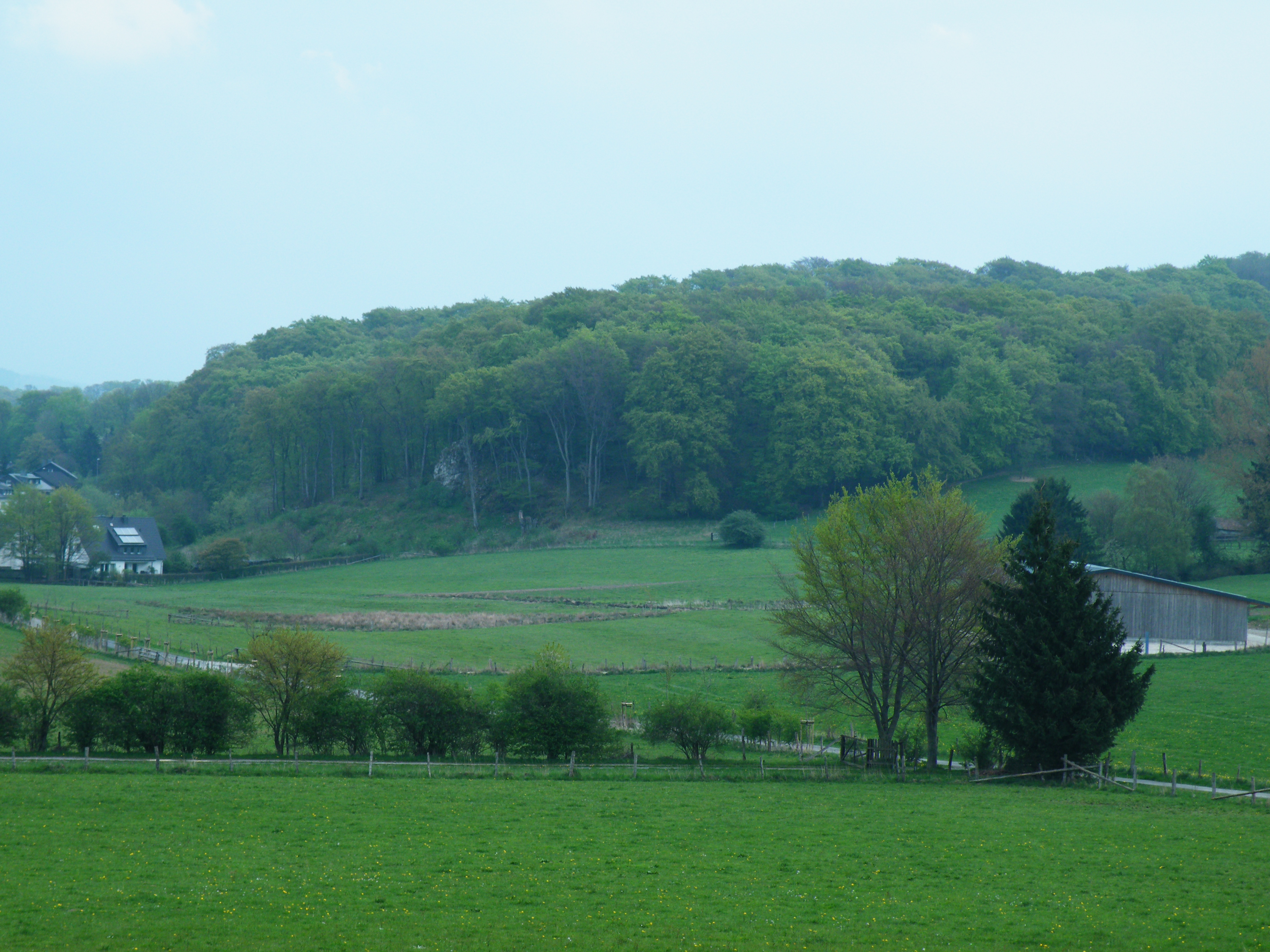
Nordfläche vom Naturschutzgebiet Derkerstein / Itzelstein

Das Naturschutzgebiet Derkerstein / Itzelstein mit einer Größe von 6,33 ha liegt am südwestlichen Stadtrand von Brilon. Das Gebiet wurde 2008 mit dem Landschaftsplan Briloner Hochfläche durch den Hochsauerlandkreis als Naturschutzgebiet (NSG) ausgewiesen. Das NSG besteht aus drei Teilflächen. Es ist eines von 31 Naturschutzgebieten in Brilon, welche zur Gruppe der Kalkkuppen mit speziellen Verboten gehören. Alle drei Teilflächen des NSG grenzen östlich direkt an bebaute Siedlungsbereiche. Sonst grenzen intensiv genutzte Grünlandbereiche an.

## Gebietsbeschreibung
Beim NSG handelt es sich um Teile der benachbarten kleinen Bergkuppen Derkerstein, Itzelstein und Hölsterloh. Dabei befindet sich eine Teilfläche auf dem Derkerstein und die zwei anderen auf dem und um den Itzelstein. Auf allen drei Flächen befindet sich überwiegend Rotbuchenwald gut ausgebildeten Krautschicht. Auf allen Flächen tritt teilweise der Fels hervor und weisen flachgründige Böden auf. Die Felsen auf dem Derkerstein sind bis zu 10 m hoch, mit typischer Felsvegetation. Die Felsen haben teils tiefe Felsspalten und Feldklüfte. Auf den Felsen befindet sich typische Felsvegetation. Wo der Boden skelettreich ist und die Felsen zutage treten, haben sich auf beiden Flächen in südwestlicher Exposition Frühlingsplatterbsen-Waldgersten-Buchenwälder ausgebildet. Die übrigen Bereiche werden zumeist von Waldmeister-Buchenwäldern bewachsen.
Im Nordwesten des Teilgebietes Hölsterloh befindet sich ein alter Steinbruch. Die klüftigen Steilwände des Bruchs  haben eine typische Felsvegetation. Die Sohle des Steinbruchs wird als Lagerplatz genutzt und ist teilweise verfüllt. Aufgrund der unmittelbaren Siedlungsnähe sind die drei Teilflächen durch kleine Pfade erschlossen. Die östliche Teilfläche am Itzelstein ist durch einen befestigten Wanderweg durchzogen. In den Randbereichen wurden Gartenabfälle illegal entsorgt. Am Itzelstein ist insbesondere die ökologisch sensible Bergkuppe beeinträchtigt. Als zusätzliche Entwicklungsmaßnahme führt der Landschaftsplan daher auf: „Die vorhandenen Müllablagerungen sind zu beseitigen.“
Es wurden durch das LANUV Pflanzenarten wie Ährige Teufelskralle, Alpen-Johannisbeere, Berg-Goldnessel, Braunstieliger Streifenfarn, Breitblättriger Thymian, Breitblättrige Stendelwurz, Busch-Windröschen, Dreinervige Nabelmiere, Echte Nelkenwurz, Echtes Johanniskraut, Efeu, Einblütiges Perlgras, Frühlings-Platterbse, Gemeiner Tüpfelfarn, Gewöhnliche Goldnessel, Gewöhnlicher Klettenkerbel, Goldschopf-Hahnenfuß, Kleines Habichtskraut, Knotige Braunwurz, Mauerlattich, Mauerraute, Nesselblättrige Glockenblume, Rauhaarige Gänsekresse, Rundblättrige Glockenblume, Vielblütige Weißwurz, Wald-Bingelkraut, Wald-Erdbeere, Wald-Habichtskraut, Waldmeister, Wald-Veilchen, Wald-Ziest, Wald-Zwenke, Weiße Schwalbenwurz, Wiesen-Kerbel, Zerbrechlicher Blasenfarn, Zottige Zackenmütze und Zweiblättrige Schattenblume nachgewiesen.

## Schutzzweck
Schutz der artenreichen Buchenwälder im NSG. Wie bei allen Naturschutzgebieten in Deutschland wurde in der Schutzausweisung darauf hingewiesen, dass das Gebiet „wegen der Seltenheit, besonderen Eigenart und Schönheit des Gebietes“ zum Naturschutzgebiet wurde. Der Landschaftsplan führt zum Schutzzweck auf: „Erhaltung und punktuelle Optimierung von artenreichen Kalkbuchenwäldern mit dem typischen Inventar auch seltener und gefährdeter Pflanzenarten; Schutz der Lebensraumqualität der flachgründigen, felsenreichen Sonderstandorte für die darauf angewiesene Fauna; Sicherung der ortsnahen, naturraumtypischen Landschaftselemente der Briloner Hochfläche und ihres Beitrags zur Vielfalt im Landschaftsbild.“

## Verbote
Zu den normalen Verboten in Naturschutzgebieten kommen beim NSG Derkerstein / Itzelstein wie bei den anderen 30 Kalkkuppen zusätzliche Verbote hinzu. Es ist verboten, die Kalkkuppen zu düngen, zu walzen und zu schleppen. Es dürfen nicht mehr als zwei Großvieheinheiten pro Hektar gleichzeitig weiden. Ferner darf erst ab dem 1. Juli eines Jahres gemäht werden.